# Ocean Glory I
Ocean Glory I è stata una nave da crociera che nel corso della sua carriera ha cambiato più volte nome.

## Storia
Fu costruita nel 1951 da Swan Hunter & Wigham Richardson. In origine era denominata Provence, di proprietà della SGTM  (Societè Generale Des Trasportes Maritimes), con sede a Marsiglia, per i loro servizi transatlantici in Sud America.

Enrico C in servizio per Costa Crociere nel porto di Genova, 18 ottobre 1986

Fu acquistata dalla Costa Crociere nel 1965, prese il nome di Enrico C. e fu utilizzata per la rotta Genova-Buenos Aires. Dopo il 1972 viene utilizzata esclusivamente come nave da crociera. Nel 1987 la nave fu rinominata Enrico Costa, quindi venne ampiamente rinnovata nel 1989.
Nel 1994 fu venduta alla Starlauro che la rinominò Symphony. Nel 1995 la Starlauro divenne MSC Crociere. In seguito nel 2000 la Symphony fu noleggiata alla Golden Sun Cruises e prese il nome Aegean Spirit e fu impiegata per le crociere nel mar Egeo. Dal 2001 ha operato come Ocean Glory I.
Nel settembre 2001 fu venduta alla società panamense Carpentai Holdings Corp. ma non effettuò più alcun viaggio e quindi fu spiaggiata ad Alang il 4 novembre 2001 per essere demolita.